# Mirafuentes
Mirafuentes è un comune spagnolo di 55 abitanti situato nella comunità autonoma della Navarra.